# Francisco Arce
Francisco Javier „Chiqui“ Arce Rolón (* 2. April 1971 in Paraguarí) ist ein ehemaliger paraguayischer Fußballspieler und Fußballtrainer, der bis Juni 2012 und erneut von 2016 bis 2017 Nationaltrainer der paraguayischen Fußballnationalmannschaft war.

## Karriere

### Verein
Arce begann seine Karriere beim paraguayischen Club Cerro Porteño, mit dem er dreimal die paraguayische Meisterschaft gewinnen konnte. Ab 1994 spielte er beim brasilianischen Erstligisten Grêmio Porto Alegre, bevor er 1998 zum Ligakonkurrenten Palmeiras São Paulo wechselte. Mit beiden Vereinen zusammen gewann er insgesamt elf Titel, darunter die brasilianische Meisterschaft, zweimal den nationalen Pokal und zweimal den Copa Libertadores. 
Danach spielte kurz er für den japanischen Klub Gamba Osaka und ließ seine Profikarriere bei den paraguayischen Klubs Club Libertad und Club 12 de Octubre ausklingen.

### Nationalmannschaft
Arce spielte bei den Fußball-Weltmeisterschaften 1998 und 2002 für die Paraguayische Fußballnationalmannschaft, mit der er jeweils das Achtelfinale erreichte. Er war bekannt für seine Schusstechnik bei Freistößen und erzielte so mehrere Treffer. In seiner Karriere lief er insgesamt 62 Mal für Paraguay auf und erzielte fünf Tore.

### Trainer
Nach seinem Karriereende wurde Arce 2007 Trainer des paraguayischen Zweitliga-Klubs Club Rubio Ñu und führte ihn 2008 zur Meisterschaft der División Intermedia, was somit auch den Aufstieg in die erste Liga bedeutete. 
Seit 2020 trainiert Arce zum zweiten Mal den Club Cerro Porteño, mit dem er in der Clausura 2021 die Meisterschaft gewann.

## Erfolge

### Als Spieler
Club Cerro Porteño
- Paraguayischer Meister: 1991, 1992, 1994

Grêmio Porto Alegre
- Copa Libertadores: 1995
- Staatsmeisterschaft von Rio Grande do Sul: 1995, 1996
- Recopa Sudamericana: 1996
- Brasilianischer Meister: 1996
- Brasilianischer Pokalsieger: 1997

Palmeiras São Paulo
- Brasilianischer Pokalsieger: 1998
- Copa Mercosur: 1998
- Copa Libertadores: 1999
- Copa dos Campeões: 2000
- Torneio Rio-São Paulo: 2000

### Als Trainer
- Club Rubio Ñu
  - Meister der zweitklassigen División Intermedia: 2008

Club Cerro Porteño
- Paraguayischer Meister: 2021-C